# Robert Lesbounit
Robert Lesbounit né à Paris le 26 décembre 1904 et mort dans la même ville le 21 décembre 1984 est un dessinateur, peintre, sculpteur et enseignant français.

## Biographie
Formé à l'École des arts décoratifs et aux Beaux-Arts de Paris, Robert Lesbounit suit les cours d'Ernest Laurent où il se lie d'amitié avec Henri Mahé.
Dès 1922, il enseigne le dessin à la Manufacture des Gobelins, à l’école d’art et de publicité et aux cours Montparnasse, dont il fut le directeur.
Il abandonne le dessin pour la sculpture sur ciment. Il réalise des fresques et des bas-reliefs sur ciment à l'église Saint-Jacques-le-Majeur de Montrouge et de Saint-Vincent-de-Paul à Villepreux,, où il travaille avec l'urbaniste Jacques Riboud et l'architecte Roland Prédiéri, des fresques et mosaïques à Maurepas, des mosaïques à l’hôpital d’Argenteuil, La Légende d’Antar à la raffinerie de Donges à Donges, à l’usine Renault de Flins et dans son atelier de Saint-Julien-du-Sault.
Robert Lesbounit est connu pour avoir ouvert le monde du symbolisme à nombre de ses élèves qui le surnommaient « le patron »devenus des artistes reconnus, parmi lesquels Pierre Lohner, Hubert de Sainte-Marie, Marceau Constantin, Maurice Verdier ou Charles Marq.
Pendant l’élaboration de la fresque de Saint-Jacques-le-Majeur à Montrouge, Lesbounit avait exécuté deux œuvres de 3 mètres de haut représentant des couples enlacés symbolisant La Douleur et L'Espérance, qui ont longtemps orné le hall de la mairie de Villepreux avant d'être détruites[Quand ?].
Robert Lesbounit a également réalisé des affiches de film comme La Fille de l'eau de Jean Renoir (1925)[réf. nécessaire] ou illustré des ouvrages comme Pathologie du pied. Physiologie. Clinique. Traitement médical, orthopédique et chirurgical de Jean Lelièvre paru en 1967.

## Œuvres
- Donges : 

Entrée du cimetière de Donges.

  - cimetière, pavillons de l'entrée principale, 1958 [7] ;
  - raffinerie de Donges, La Légende d’Antar dans l'ancienne salle de contrôle, entre 1959 et 1962, fresque menacée de destruction [8] ;
  - raffinerie de Donges, fresque de l'ancien bâtiment administratif (fresque détruite), entre 1959 et 1962.

- Maurepas : 

Hôtel de ville de Maurepas.

  - église Notre-Dame, façade nord : mosaïque, 1972.
  - en face de la gare de La Verrière : Les Croisés, 1968, mosaïque.
  - gymnase Malmedonne, grande salle : mosaïque, 1969.
  - Hôtel de ville, façade : mosaïques.
  - square du Velay, dit square des Garrigues : fresque.
- Montrouge, église Saint-Jacques-le-Majeur : après guerre, Robert Rey pour le Secrétariat aux Beaux-Arts passe commande aux ateliers de Montparnasse de la Ville de Paris, d'un décor de fresque d'environ 300 m2 illustrant la vie de Saint-Jacques pour l'église de Montrouge[9], point de départ pour Saint-Jacques-de-Compostelle. Un collectif d'artistes, dirigé par André Auclair et Robert Lesbounit, réalise le travail de 1947 à 1949. Lesbounit réalisa la chapelle de la Vierge André, Auclair assisté de Jean Leduc réalisa notamment le grand panneau du chœur. Les fresques furent réalisées par un groupe comprenant, entre autres, Jean Leduc, Jean-Robert Ipoustéguy, Jeanne Pêcheur, Marceau Constantin. Grâce à ces fresques, l'église est inscrite en totalité sur l'inventaire supplémentaire des monuments historiques depuis le 4 avril 2006 par arrêté du préfet de la région Île-de-France[10].
- Vern-sur-Seiche :
  - ancienne raffinerie Antar, fresque sauvegardée lors de transformation de la raffinerie en dépôt pétrolier [8].